# Rimexolona
A rimexolona, vendida sob a marca Vexol, é um medicamento esteróide usado para tratar inflamações oculares. Isso inclui uveíte anterior e após cirurgia ocular. É usado como colírio.
Os efeitos secundários comuns incluem aumento da pressão intraocular, visão embaciada, dor nos olhos, vermelhidão e coriza. Outras complicações podem incluir infecção fúngica da córnea.